# هيلج جانسون
هيلج جانسون (بالسويدية: Helge Jansson)‏ هو منافس ألعاب قوى سويدي، ولد في 1 يونيو 1904 في Eksjö ‏ في السويد، وتوفي في 17 أكتوبر 1989 في غوتنبرغ في السويد.

## وصلات خارجية
- هيلج جانسون على موقع اللجنة الأولمبية الدولية (الإنجليزية)
- هيلج جانسون على موقع أوليمبيديا (الإنجليزية)
- هيلج جانسون على موقع اللجنة الأولمبية السويدية (السويدية)